# Eintopf

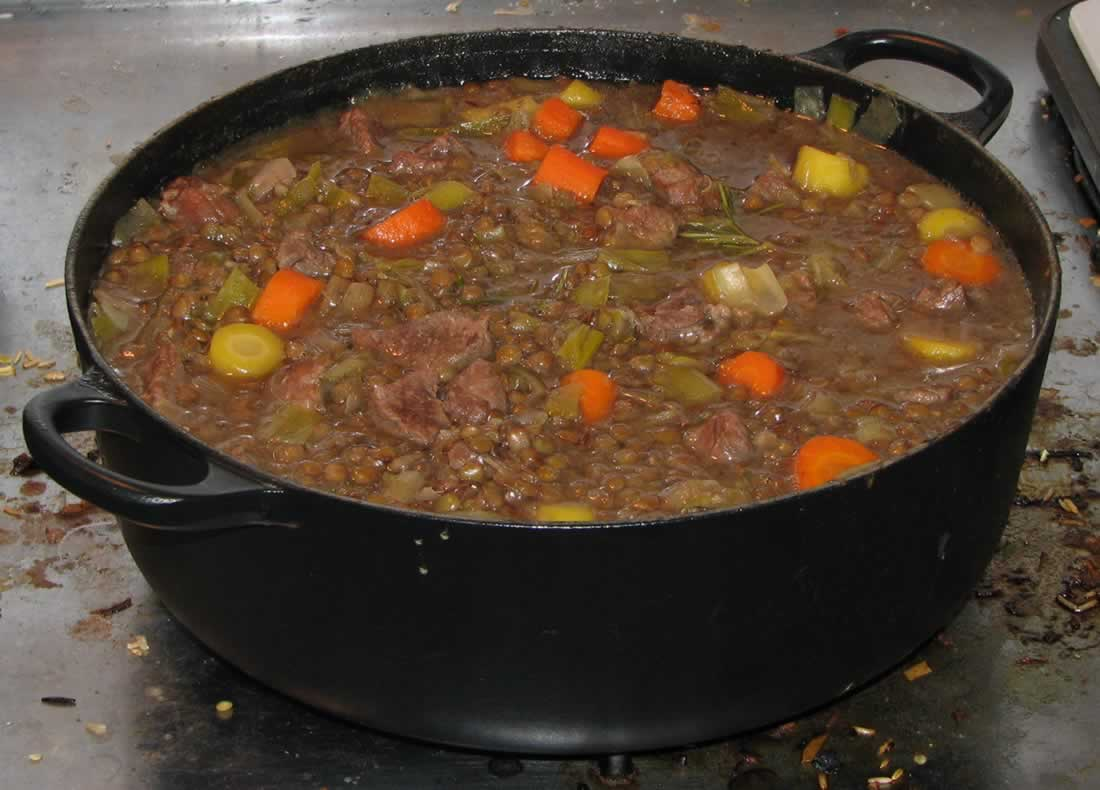
Linseneintopf mit Lammfleisch

Ein Eintopf ist eine der Gemüsesuppe ähnliche Mahlzeit, oft bäuerlichen Ursprungs, die eine vollwertige Mahlzeit und gemischte Kost in einem Topf gekocht enthält.
Typische Hauptzutaten sind Hülsenfrüchte wie Erbsen, Bohnen oder Linsen, Gemüse wie Kohl, Steckrüben, Möhren oder Kartoffeln, auch Getreideprodukte wie Graupen, Brot oder Nudeln, in Wasser oder Brühe gegart. Hinzu kommen je nach Kochrezept zum Beispiel Lauch, Sellerie und Zwiebeln, Fleisch, Wurst oder Speck (diese häufig gepökelt oder geräuchert). 
Bekannte Eintopfgerichte im deutschsprachigen Raum sind zum Beispiel Linseneintopf, Steckrübeneintopf, Moppelkotze, Pichelsteiner und Gaisburger Marsch. 
Tscholent ist in der jüdischen Küche bekannt. 
Suppen und Eintöpfe lassen sich nicht eindeutig voneinander abgrenzen. Feine, pürierte oder sämige Suppen, Brühen und generell Suppen mit dünner Konsistenz sowie Suppen, die als Vorspeise gedacht sind, werden in der Regel allerdings nicht als Eintopf bezeichnet. 

## Begriffsgeschichte
Gerichte mit vermengtem Gemüse, Kartoffeln und Fleisch wurde früher regional auch als „Durcheinander“ bezeichnet. „Obwohl also bis weit ins 19. und 20. Jahrhundert das Zusammengekochte zum Ernährungsalltag auf dem Lande und in der Stadt gehörte, so fehlt [noch] der zusammenfassende Begriff ‚Eintopf‘.“
Die Erfindung der Erbswurst als Verpflegung für die deutschen Armeen im Deutsch-Französischen Krieg war die Einführung des Eintopfs beim Militär. Die sogenannte Gulaschkanone ersetzte seit 1910 und im Ersten Weltkrieg bei der deutschen Armee die vorher üblichen größeren Feldküchen. Einschlägige Wörterbücher zur Soldatensprache dieser Zeit führen die Ausdrücke Gulaschkanone sowie das Synonym Erbsendroschke, das Wort Eintopf jedoch noch nicht. Auch bei der Rumfordsuppe handelte es sich um ein Eintopfgericht, sie wurde aber nicht als solches bezeichnet.
Sowohl „Eintopf“ wie der häufiger benutzte Begriff „Eintopfgericht“ wurden im Ersten Weltkrieg neu eingeführt. Ältere Kochbücher kennen den Begriff nicht. Hauswirtschaftslehrerinnen und Verwaltungsbeamte propagierten seit 1915 Eintöpfe zur Massenspeisungen in Kriegsküchen. Sie benötigten weniger Kochgeschirr und ermöglichten eine bessere Ausnutzung der verfügbaren Nahrungsressourcen. Die Akzeptanz der „Eintöpfe“ war allerdings unterschiedlich. In Nord-, Mittel- und Südwestdeutschland wurden sie klaglos verzehrt, während sie in Berlin, vor allem aber in Bayern auf beträchtliche Vorbehalte stießen. Die in den Kriegsjahren besonders ab 1917 schwankende Qualität führte dazu, dass der Begriff „Eintopf“ nach Kriegsende zunächst kaum in die kulinarische Literatur eindrang. Die Belege konzentrieren sich auf Armen- und Notstandsspeisungen, zumal während der Inflationszeit, auf Eintöpfe in studentischen Mensen, und die Erziehungsbemühungen der Hauswirtschaftslehre. 
Der Volkskundler Konrad Köstlin weist auf die Bedeutung des Eintopfs für die Jugendbewegung hin, in der in den 1920er Jahren agrar-romantisches Gedankengut populär wurde: „Auch in Literatur und der bürgerlichen Heimatkunstbewegung wird das Essen aus einer Schüssel zum Gemeinschaftstopos. […] Die Individualisierung, die sich im eigenen Teller für jeden kulturell objektiviert, wird damit zum Sündenfall des Zivilisationsprozesses. Durch den einen Topf, in dem für alle das gleiche gekocht wird, soll mit dem Symptom die Sache revidiert werden.“
Im Duden ist der erste Eintrag für Eintopfgericht in der Ausgabe von 1934 enthalten, in älteren Ausgaben kommt er noch nicht vor. Die Verwendung ist aber bereits umfassend auch für die Zeit weit vor 1933 belegt.

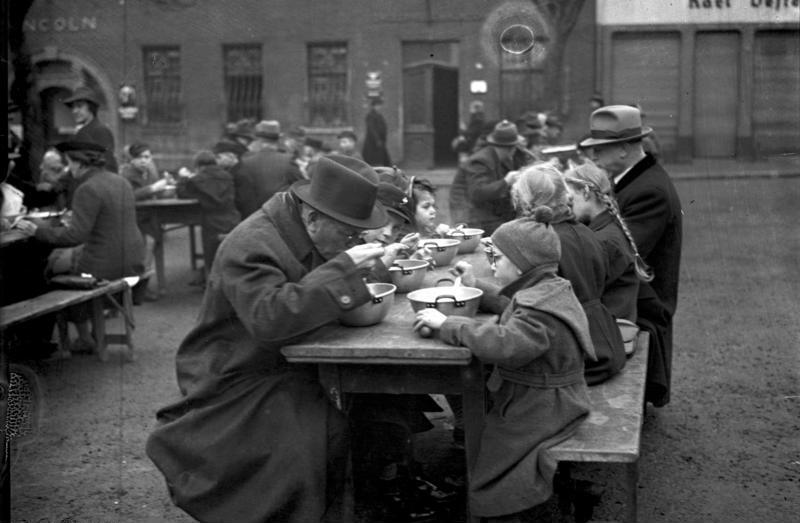
Öffentliches Eintopfessen zugunsten des NS-Winterhilfswerks, 1938

Der Begriff Eintopf wurde von den Nationalsozialisten popularisiert und ideologisch besetzt. Sie verliehen dem Alltagsgericht eine symbolisch-überhöhte Bedeutung und brachten es in Zusammenhang mit dem Begriff der Volksgemeinschaft. 1933 wurde der Eintopfsonntag eingeführt. Alle Bürger waren aufgefordert, an einem Sonntag pro Monat das übliche Fleischgericht durch einen Eintopf zu ersetzen und das so eingesparte Geld dem Winterhilfswerk (WHW) zur Verfügung zu stellen. Die Popularisierung des Begriffs in der NS-Zeit baute laut dem Volkskundler Konrad Köstlin jedoch auf bestimmten bürgerlichen Vorstellungen des 19. Jahrhunderts auf, die den Begriff Hausmannskost als Gegensatz zur angeblich überfeinerten Französischen Küche ansah und diese einfache Kost in einen positiven Zusammenhang mit dem deutschen „Volkscharakter“ brachte. „In der durchaus demokratischen Volksfesttheorie des beginnenden 19. Jahrhunderts wird mehrfach die Vorstellung von einem gemeinsamen und gleichen Essen formuliert, durch das soziale Unterschiede zugunsten der nationalen Gemeinsamkeit aufgehoben werden sollen.“

## Kulturgeschichte
Beispiele für historische Eintopfgerichte sind der Getreidebrei der römischen Gladiatoren, der außer Gerstenschleim noch dicke Bohnen enthielt, ein Mischgericht aus Getreide, Gemüse und Fleisch der Germanen und das Hominy nordamerikanischer Indianer und später der frühen Siedler, das aus zerstoßenem Mais, Bohnen und Fleisch oder Fisch bestand.
Ein spezieller Topf für das Kochen über offenem Feuer ist der dreibeinige Dutch oven. Solche Töpfe sind in verschiedenen Kulturen bekannt. Im arabischen Raum bestand früher teilweise die gesamte Küchenausstattung nur aus einer Feuerstelle mit einem dreibeinigen Kochgefäß darüber, die sich im Haus oder auch im Hof befand. Ähnliches traf auf die Küchen der unteren Schichten im antiken Rom und in Griechenland zu. Weitere Beispiele sind die nordafrikanische Tajine oder in einigen Balkanländern der Sač.
Eine Abwandlung des Kochens in einem Kochgefäß ist die Entwicklung mehrstöckiger Töpfe mit Einsätzen wie sie in der Arabischen Küche und in der Chinesischen Küche häufig verwendet werden. Im unteren Teil des Topfes wird Gemüse geschmort, während im durchlöcherten Aufsatz darüber Reis oder Couscous durch den Dampf zeitgleich gegart wird. In China wird der so hergestellte Eintopf als Keng bezeichnet.
Die Japanische Küche hat den Oberbegriff Nabemono für Gerichte, die komplett in einem Topf oder einer Pfanne zubereitet werden. Einer der populärsten Eintöpfe dieser Art ist Shabu shabu. Die typischen Currygerichte der indischen Küche kann man ebenfalls als Eintopfgerichte oder auch als Ragout beschreiben. Auch Pilaw ist ein eintopfartiges Gericht. In Irland gilt das Irish Stew, ein Eintopf mit Hammelfleisch als Nationalgericht. Eine US-amerikanische Form des Stew ist der Brunswick Stew aus Georgia. 
Gewisse Ähnlichkeit mit dem Irish Stew hat der hessische Eintopf Lumpen und Flöh aus Weißkohl (Lumpen) und Kümmel (Flöh).